# El Bac (el Figueró)
El Bac és una masia del terme municipal del Figueró, pertanyent a la comarca del Vallès Oriental.
Està situada a la dreta del Congost, al nord del terme, molt a prop del límit amb Sant Martí de Centelles. És a ponent, més enlairada, a ponent de l'extrem nord del nucli urbà del Figueró.